# DVL1
El homólogo desordenado de proteína de polaridad de segmento DVL-1 es una proteína que en humanos está codificada por el gen DVL1 .

## Función
DVL1, el homólogo humano del gen desaliñado de Drosophila (dsh) codifica una fosfoproteína citoplasmática que regula la proliferación celular, actuando como una molécula transductora para los procesos de desarrollo, incluida la segmentación y la especificación de neuroblastos. DVL1 es un gen candidato para procesos involucrados en transformaciones celulares involucradas en neuroblastoma. El síndrome de Schwartz-Jampel y la enfermedad de Charcot-Marie-Tooth tipo 2A se han mapeado en la misma región que DVL1. Los fenotipos de estas enfermedades pueden ser compatibles con los defectos que podrían esperarse de la expresión aberrante de un gen DVL durante el desarrollo. Se han encontrado tres variantes de transcripción que codifican tres isoformas diferentes para este gen.

## Interacciones
Se ha demostrado que DVL1 interactúa con:
- AXIN1,[3][4]
- DVL3,[5]
- EPS8,[6] y
- Madres contra el homólogo decapentapléjico 3 .[7]